# Anna-Maria Galojan
Anna-Maria Galojan (ur. 23 lutego 1982 w Kohtla-Järve) – estońska polityk i politolog pochodzenia ormiańskiego. Studia uniwersyteckie w zakresie politologii odbyła na Uniwersytecie w Tartu. W wieku 20 lat została doradcą Ministra Spraw Zagranicznych Estonii. W 2009 jej zdjęcia pojawiły się w estońskim wydaniu „Playboya”. Stanęła na czele estońskiego ruchu młodzieżowego MTÜ Eesti Euroopa Liikumine (EEL), ale w 2015 roku została zmuszona do ustąpienia ze stanowiska wskutek skazania jej na karę więzienia. Anna-Maria Galojan uważa, że postępowanie karne zostało sfałszowane przez estońskich polityków, w tym Toomasa Ilvesa.